# عزلة الاخلود (تعز)

تعديل مصدري - تعديل

عزلة الاخلود هي إحدى عزل مديرية مقبنة في محافظة تعز اليمنية ويبلغ تعداد سكانها 22479نسمة حسب التعداد السكاني في اليمن لعام 2024.